# Volo Cargolux 7933
Il volo Cargolux 7933 era un volo di linea per trasporto merci internazionale da Hong Kong a Lussemburgo, con scali intermedi a Baku e a Barcellona. Il 21 gennaio 2010, un Boeing 747-4R7F in fase di atterraggio venne in contatto con un veicolo per la manutenzione delle luci presente sulla pista. Nessuno perse la vita; l'addetto alla manutenzione, che al momento della collisione si trovava vicino al van, rimase scioccato e venne trattato in ospedale.

## L'aereo
Il velivolo coinvolto era un Boeing 747-4R7F, marche LX-OCV, numero di serie 29731, numero di linea 1222. Volò per la prima volta il 25 giugno 1999 e venne consegnato a Cargolux pochi giorni dopo, il 12 luglio. Dal 2015, l'aereo fa parte della divisione italiana della compagnia, Cargolux Italia. È alimentato da 4 motori turboventola Rolls-Royce RB211. Dopo l'incidente, il velivolo è stato riparato ed è rientrato in servizio.

## L'incidente
Il volo 7933 partì dall'aeroporto internazionale di Hong Kong con destinazione l'aeroporto di Lussemburgo e scali all'aeroporto internazionale Heydər Əliyev e all'aeroporto di Barcellona. Durante l'ultima tappa, a bordo si trovavano due membri dell'equipaggio e un passeggero. Durante l'avvicinamento a Lussemburgo, l'aereo fu autorizzato ad atterrare sulla pista 24. Le condizioni meteorologiche durante quelle ore erano pessime: la visibilità in aria era ridotta a 330 piedi (100 m) e in pista di 1 150 piedi (350 m). Alle 12:53 ora locale (11:53 UTC), uno degli pneumatici dell'aeromobile entrò in contatto con il tetto di un furgone che era sulla pista per un intervento di manutenzione alle luci. L'autista del veicolo rimase scioccato a seguito della collisione. Il van venne gravemente danneggiato, con il tetto schiacciato e una barra luminosa distrutta. Anche uno pneumatico del velivolo fu danneggiato.
Il 9 febbraio 2010, venne avviata un'azione disciplinare nei confronti dei controllori di volo in servizio nel momento in cui si è verificato l'incidente.

## Le indagini
Il Ministero dei trasporti lussemburghese dichiarò che erano state avviate tre indagini sull'incidente causato dall'incursione di pista. Non indicò se il furgone avesse o meno il permesso di stare su una pista attiva. Le indagini furono portate avanti dal Des Enquêtes Techniques, dalla direzione dell'Aviazione civile e dall'amministrazione della navigazione aerea (AET). Un rapporto preliminare rivelò che al furgone era stato concesso il permesso di trovarsi sulla pista attiva. Il nulla osta venne rilasciato prima che il volo 7933 iniziasse il suo avvicinamento. Anche il volo 7933 aveva il permesso di utilizzare la stessa pista su cui si trovava il furgone. Rappresentanti dell'NTSB e dell'associazione lussemburghese dei piloti di linea assistettero l'AET nelle indagini. L'evento venne inizialmente classificato come "incidente", poi declassato a "inconveniente grave" poiché non ci furono vittime e il danno all'aeromobile coinvolto non fu strutturale.
Il rapporto finale dell'AET sull'incidente venne rilasciato il 10 dicembre 2012. Rivelò che le cause dell'incidente furono degli errori del controllo del traffico aereo (ATC). Il furgone era stato incaricato di lasciare la pista, ma l'ATC non aveva verificato che l'istruzione fosse stata ricevuta ed eseguita prima di dare il permesso all'aeromobile di atterrare. Il furgone e l'aeromobile utilizzavano frequenze radio diverse e quindi ciascuno non era a conoscenza dell'altro. Venne riscontrato che la mancata utilizzazione della fraseologia radio standard fu un fattore contribuente all'incidente. Il furgone venne visto dall'equipaggio poco prima della collisione, ma fu accertato che, anche con una riattaccata, lo scontro sarebbe ugualmente avvenuto. Dodici raccomandazioni vennero formulate nella relazione finale dell'AET.